# Cheirogaleus crossleyi
Cheirogaleus crossleyi là một loài động vật có vú trong họ Cheirogaleidae, bộ Linh trưởng. Loài này được A. Grandidier mô tả năm 1870.
Loài này chỉ được tìm thấy ở đảo Madagascar. Công thức răng nó là {\displaystyle {\tfrac {2.1.3.3}{2.1.3.3}}}

## Hình ảnh

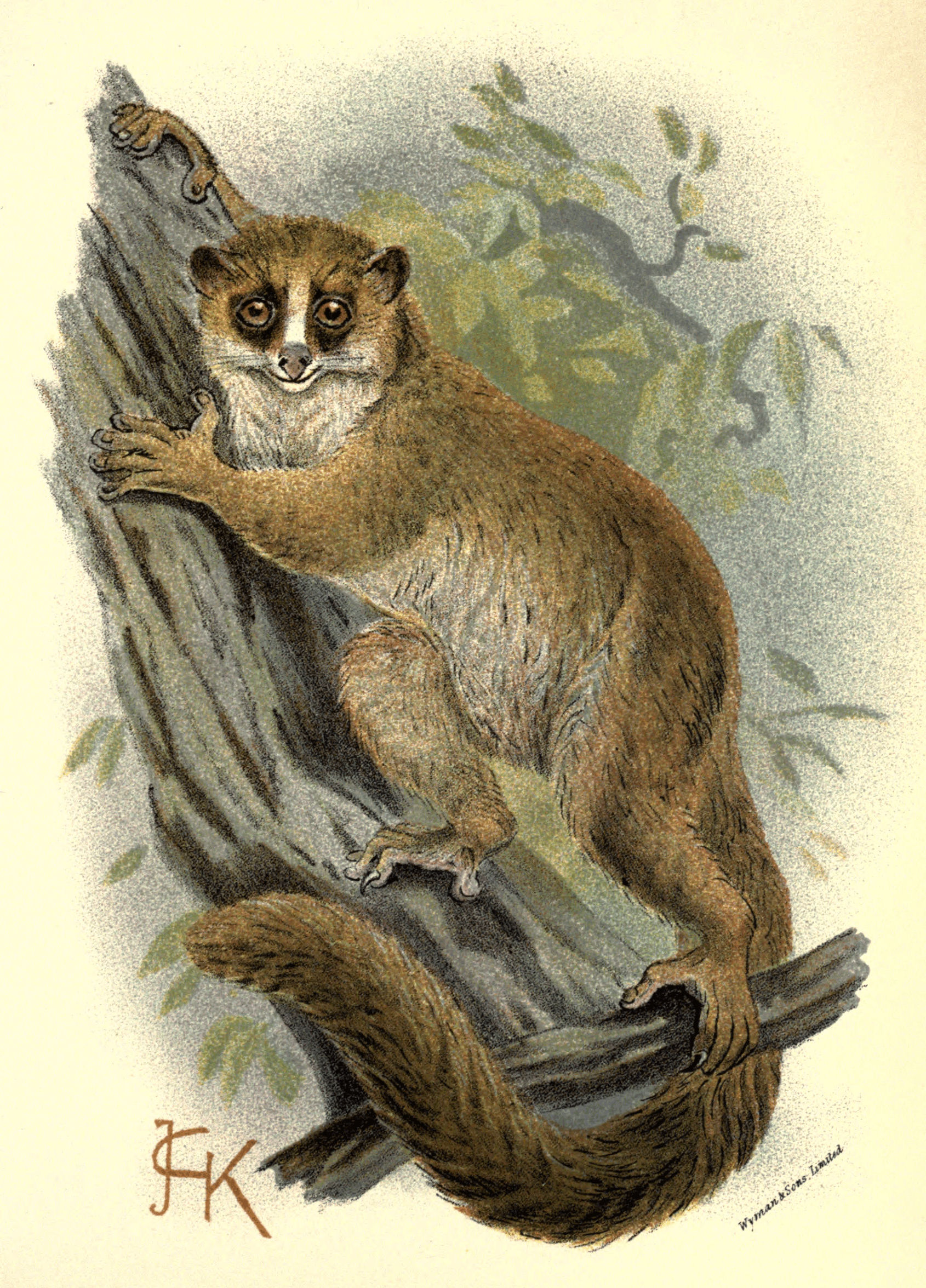